# Bobby Day
Robert James Byrd (* 1. Juli 1928 in Fort Worth, Texas; † 27. Juli 1990 in Culver City, Kalifornien), besser bekannt als Bobby Day, war ein US-amerikanischer R&B-Sänger und Songwriter, dessen größter Hit Rockin’ Robin über eine Million Mal verkauft und 1972 von Michael Jackson und The Jackson Five ebenfalls erfolgreich gecovert wurde.

## Leben
Byrd zog 1947 nach Los Angeles, wo er unter dem Pseudonym Bobby Day in Johnny Otis’ Barrelhouse Club auftrat und bald eine Band mit dem Namen Flames mitbegründete. Diese nahm unter verschiedenen Namen und bei diversen Labels eine Reihe von Schallplatten auf, doch dauerte es bis 1957, ehe sie mit dem von Day verfassten Song Buzz, Buzz, Buzz unter der Bezeichnung Hollywood Flames einen Hit landete. Beinahe zur selben Zeit landete die Gruppe als Bobby Day and the Satellites einen weiteren Hit mit dem Lied Little Bitty Pretty One, doch einer Coverversion des Songs von Thurston Harris war ein größerer Erfolg beschieden.
Nachdem Day bereits 1955 schon einmal eine Solokarriere gestartet hatte, ging er 1958 noch einmal diesen Schritt und landete prompt seinen musikalisch größten Erfolg mit der Single Rockin‘ Robin / Over And Over. Rockin‘ Robin, geschrieben von Jimmie Thomas, belegte im Sommer 1958 Platz zwei der Billboard Hot 100 und Platz eins der Billboard-R&B-Charts. Auch das von Day geschriebene Over And Over schaffte es in die Billboard-Charts. Mit Earl Nelson gründete er das Duo Bob & Earl, das von 1957 bis 1959 bestand.
Obwohl Day noch eine Reihe von Liedern aufnahm, gelang ihm mit keinem von ihnen die Rückkehr in die Top 40. Zwei Wochen nach seinem 60. Geburtstag wurde am 15. Juli bei der Behandlung eines vermeintlichen Darmgeschwürs Darmkrebs diagnostiziert. Noch am selben Tag wurde Day ins Krankenhaus eingewiesen, wo er bereits zwölf Tage später verstarb. Seine sterblichen Überreste wurden auf dem Holy Cross Cemetery im kalifornischen Culver City beigesetzt.
Sein Doo-Wop-Stil wurden von einigen Pop-Bands der 1960er- und 70er-Jahre wiederbelebt; die Dave Clark Five hatten mit seinem Song Over and Over 1965 Erfolg, Michael Jackson 1972 mit Rockin' Robin.

## Diskografie

### Kompilationen
- 1973: Rockin’ With Robin (Class Records)
- 1984: The Best Of (Rhino Records)
- 1991: The original Rockin’ Robin (Ace Records)
- 1994: Rockin’ Robbin (A Golden Classics Edition) (Collectables)
- 1994: Rockin’ Robin (Wise Buy)
- 2010: Rockin’ Robin (Voodoo Records)

### Singles
- 1958: Rock-In Robin / Over and Over (Class Records)
- 1958: The Bluebird, The Buzzard & The Oriole / Alone Too Long (Class Records)
- 1958: Honeysuckle Baby (Class Records)
- 1958: Saving My Life for You / Little Turtle Dove (Class Records)
- 1959: Mr. & Mrs. Rock-’N-Roll / Gotta New Girl (Class Records)
- 1959: That’s All I Want / Say Yes (Class Records)
- 1960: Over and Over / Gee Whiz (Top Rank International)
- 1960: My Blue Heaven / I Don’t Want To (Class Records)
- 1961: Life Can Be Beautiful (Rendezvous Records)
- 1962: Oop-I-Du-Pers Ball / Don’t Worry ’bout Me (Rendezvous Records)
- 1963: Down on My Knees / Jole Blon (Little Darlin’) (RCA Victor)
- 1963: Another Country Another World / I Know It All (RCA Victor)